# Nørre Knudstrup
Nørre Knudstrup er en landsby i Midtjylland med 217 indbyggere  (2024). Nørre Knudstrup er beliggende to kilometer sydvest for Thorning, ni kilometer vest for Kjellerup og 21 kilometer nordvest for Silkeborg. Byen hører til Silkeborg Kommune og er beliggende i Region Midtjylland.
Nørre Knudstrup hører til Thorning Sogn.